# Wayne (Nebraska)
Wayne é uma cidade localizada no estado americano de Nebraska, no Condado de Wayne.

## Demografia
Segundo o censo americano de 2000, a sua população era de 5583 habitantes.
Em 2006, foi estimada uma população de 5176, um decréscimo de 407 (-7.3%).

## Geografia
De acordo com o United States Census Bureau, a localidade tem uma área de 5,7 km², sem área coberta por água. Wayne localiza-se a aproximadamente 203 m acima do nível do mar.

## Localidades na vizinhança
O diagrama seguinte representa as localidades num raio de 24 km ao redor de Wayne.